# Piráti Chomutov
Die Piráti Chomutov sind eine Eishockeymannschaft des KLH Chomutov, eines Eishockeyklubs aus Chomutov, Tschechien. In der Extraliga spielten sie zuletzt von 2015/16 bis 2018/19. Seit 2024 spielt der die erste Herrenmannschaft des Vereins erneut in der zweitklassigen 1. Liga (Chance Liga). Seine Heimspiele trägt der Verein seit 2011 in der SD aréna aus, die 5.250 Zuschauern Platz bietet. Zuvor war der Verein ab 1948 im Podhala stadion beheimatet, das später in ČEZ stadion umbenannt wurde und 6.000 Zuschauern Platz bot.

## Geschichte
1945 wurde in Chomutov der ČSK Chomutov gegründet, der 1951 als Sokol Hutě in die höchste Spielklasse der Tschechoslowakei, die 1. Liga, aufstieg. Drei Jahre später belegte der Klub den dritten Platz in der Meisterschaft der Tschechoslowakei. Ein Jahr später erreichte die Mannschaft den bisher größten Erfolg der Vereinsgeschichte, den Gewinn des Vizemeistertitels 1956.
Fast zehn Jahre später, am Ende der Spielzeit 1963/64 stieg der VTŽ Chomutov in die zweite Spielklasse ab. 1967 wurde der Klub Meister der zweiten Liga und stieg wieder in die erste Liga auf. Doch schon ein Jahr später belegte die Mannschaft den letzten Platz der Tabelle und musste wieder absteigen. 1973 gelang erneut der Aufstieg in die höchste Spielklasse, in der sich der Verein allerdings nur ein Jahr hielt.

Logo 1996–2011

In den folgenden Jahren gehörte der Klub zum Mittelfeld der 2. Liga. 1984 stieg der Verein sogar in die Amateurspielklasse, die 2. ČNL ab. Aufgrund finanzieller Schwierigkeiten in den 1990er Jahren gelang es dem Verein zunächst nicht, sportliche Erfolge oder einen Aufstieg zu erreichen. 1997 kaufte der in KLH Chomutov umbenannte Klub dem HC Slovan Ústí nad Labem die Lizenz für die 1. Liga ab und war damit nach 13 Jahren wieder zweitklassig. Am Ende der Spielzeit 2000/01 nahm der KLH sogar an der Aufstiegsrunde zu Extraliga teil, verpasste aber den Aufstieg. 2007 und 2008 wurde der Klub Vizemeister der 1. Liga. 2010 erreichte er die Meisterschaft der 1. Liga und qualifizierte sich damit für die Relegation gegen den Verlierer der Extraliga-Playouts.
2011 wurde die Profiabteilung des Vereins in Piráti Chomutov umbenannt. 2012 erreichten die Piráti erneut die Meisterschaft der 1. Liga und qualifizierten sich für die Relegation gegen den Verlierer der Extraliga-Playouts. Die Piráti besiegten den BK Mladá Boleslav mit 4:3 und stiegen damit nach fast 40 Jahren Zweitklassigkeit wieder in die höchste Spielklasse auf, die Tipsport Extraliga. Zwei Jahre später stieg der Verein wieder in die zweite Spielklasse ab, konnte aber bereits nach einem Jahr ins Oberhaus zurückkehren. Im Jahr 2019 musste erneut der Gang in die Zweitklassigkeit angetreten werden. Während der folgenden Saison 2019/20 wurde bekannt, dass der Klub Schulden in Höhe von 37,5 Millionen Kronen angehäuft hatte. Letztlich ging die Spielbetriebsgesellschaft in Konkurs. Der KLH Chomutov wurde anschließend als Amateurverein weiter betrieben.
2022 schaffte der Klub den Aufstieg in die dritte Spielklasse. Zwei Jahre später erreichte der Klub mit dem Meistertitel der 2. česká hokejová liga den Wiederaufstieg in die 1. Liga und damit die Rückkehr ins professionelle Eishockey.

### Erfolge
- 1950/51 – Aufstieg in die 1. Liga
- 1955/56 – Tschechoslowakischer Vizemeister
- 1966/67 – Aufstieg in die 1. Liga
- 1972/73 – Aufstieg in die 1. Liga
- 2000/01 – Teilnahme an der Extraliga-Relegation
- 2006/07 – Vizemeister der 1. Liga (CZ)
- 2007/08 – Vizemeister der 1. Liga (CZ)
- 2009/10 – Meister der 1. Liga (CZ), Teilnahme an der Extraliga-Relegation
- 2010/11 – Vizemeister der 1. Liga (Cz)
- 2011/12 – Meister der 1. Liga (CZ), Aufstieg in die Extraliga
- 2014/15 – Meister der 1. Liga (CZ), Aufstieg in die Extraliga

### Saisonstatistik seit 1997
| Saison  | Hauptrunde | Endrunde                       | Kapitän         | Trainer | Kommentar                                             |
| ------- | ---------- | ------------------------------ | --------------- | --- | ----------------------------------------------------- |
| 1997/98 | 5. Platz   | -                              |                 | Vladimír Kýhos | keine Play-offs ausgetragen                           |
| 1998/99 | 5. Platz   | -                              |                 | Vladimír Kýhos | keine Play-offs ausgetragen                           |
| 1999/00 | 1. Platz   | 2. Platz                       | Petr Martínek   | Kamil Precechtel | Finalniederlage: 2:3 gegen den HC Dukla Jihlava       |
| 2000/01 | 1. Platz   | Meister                        | Martin Štelcich | Vladimír Kýhos | Relegation: 2:4 gegen den HC Becherovka Karlovy Vary  |
| 2001/02 | 4. Platz   | 4. Platz                       |                 | Vladimír Kýhos | Halbfinale, 0:3 gegen die Bílí Tygři Liberec          |
| 2002/03 | 3. Platz   | 3. Platz                       |                 | Vladimír Kýhos | Halbfinale, 0:3 gegen HC Dukla Jihlava                |
| 2003/04 | 2. Platz   | 3. Platz                       | Radek Šíp       | Vladimír Kýhos | Halbfinale, 1:3 gegen HC Dukla Jihlava                |
| 2004/05 | 6. Platz   | 4. Platz                       | Radek Šíp       | Vladimír Kýhos | Halbfinale, 2:3 gegen HC České Budějovice             |
| 2005/06 | 6. Platz   | 6. Platz                       | Radek Šíp       | Vladimír Kýhos | Viertelfinale, 0:4 gegen BK Mladá Boleslav            |
| 2006/07 | 4. Platz   | 2. Platz                       | Radek Šíp       | Vladimír Kýhos | Finalniederlage: 2:3 gegen HC Slovan Ústečtí Lvi      |
| 2007/08 | 2. Platz   | 2. Platz                       | Radek Šíp       | Vladimír Kýhos, gefolgt von Martin Pešout                                                                                               | Finalniederlage: 0:4 gegen BK Mladá Boleslav          |
| 2008/09 | 3. Platz   | 3. Platz                       | Miroslav Hlinka | Martin Pešout | Halbfinale, 3:4 gegen HC Kometa Brno                  |
| 2009/10 | 2. Platz   | Meister                        | Zdenek Skorepa  | Radim Rulík | Relegation:1:4 gegen BK Mladá Boleslav                |
| 2010/11 | 2. Platz   | 2. Platz                       | Zdenek Skorepa  | Jaroslav Liška, gefolgt von Milan Kašpárek                                                                                              | Finalniederlage: 0:4 gegen den HC Slovan Ústečtí Lvi  |
| 2011/12 | 2. Platz   | Meister & Aufstieg             | Milan Kraft     | Václav Sýkora und Jan Votruba, ab 22. März 2012 Jiří Doležal senior, Leo Gudas und Stanislav Mikšovic                                   | Relegation:4:3 gegen den BK Mladá Boleslav            |
| 2012/13 | 14. Platz  | Relegation (1. Platz)          | Milan Kraft     | Jiří Doležal senior und Mikuláš Antonik gefolgt von Mikuláš Antonik und Stanislav Mikšovic gefolgt von Jiří Čelanský und Zdeněk Skořepa | Klassenerhalt                                         |
| 2013/14 | 14. Platz  | Relegation (3. Platz)          | Ľuboš Bartečko  | Jiří Čelanský und Zdeněk Skořepa gefolgt von Josef Turek und Robert Kaše gefolgt von Jaroslav Beck und Robert Kaše                      | Abstieg in die 1. Liga                                |
| 2014/15 | 1. Platz   | Halbfinale gewonnen & Aufstieg | Jiří Drtina     | Břetislav Kopřiva und Aleš Totter | 1. Platz in der Relegation, Aufstieg in die Extraliga |
| 2015/16 | 8. Platz   | 8. Platz                       | Jiří Drtina     | Vladimír Růžička, Břetislav Kopřiva, Jan Šťastný                                                                                        | Viertelfinale 0:4 gegen Bílí Tygři Liberec            |
| 2016/17 | 7. Platz   | 4. Platz                       | Michal Vondrka  | Vladimír Růžička, Petr Martínek, Jan Šťastný                                                                                            | Halbfinale 2:4 gegen Bílí Tygři Liberec               |
| 2017/18 | 11. Platz  | 12. Platz                      | Michal Vondrka  | Vladimír Růžička, Petr Martínek, Jan Šťastný                                                                                            | 2. Platz in der Abstiegsrunde                         |
| 2018/19 | 13. Platz  | Relegation (3. Platz)          | Marek Tomica    | Vladimír Růžička | Abstieg in die 1. Liga                                |

## Bekannte ehemalige Spieler
- Jiří Hříbal[4]
- Ladislav Chábr
- Michael Frolík
- Jaroslav Kamiš
- David Kämpf
- Ondřej Kaše
- Josef Klíma
- Miroslav Klůc
- Petr Leška
- Petr Macholda
- Vladislav Mašek
- Josef Mikoláš
- Jan Rutta
- Jiří Růžička
- Josef Seiler
- Karel Straka
- Josef Volák
- Miloslav Kolář